# Megaceras pauliani
Megaceras pauliani är en skalbaggsart som beskrevs av Roger Paul Dechambre 1975. Megaceras pauliani ingår i släktet Megaceras och familjen Dynastidae. Inga underarter finns listade i Catalogue of Life.